# برنامه شاتل–میر
برنامه شاتل–میر (انگلیسی: Shuttle–Mir Program) برنامه فضایی مشترکی بین ایالات متحده آمریکا و روسیه بود که از سال ۱۹۹۴ میلادی آغاز شد. طی این پروژه شاتل‌های ناسا در حمل خدمه و تجهیزات مورد نیاز ایستگاه فضایی میر به روس‌ها کمک می‌کردند و همچنین بخشی از فضانوردان آمریکایی نیز توسط فضاپیماهای سایوز روسیه به ایستگاه فضایی میر منتقل می‌شدند.